# Aska
Aska fou un principat de l'Índia, del tipus zamindar, al districte de Ganjam, presidència de Madras. La superfície era de 414 km² i la població el 1881 de 116.222 habitants repartits en 342 pobles. La capital era Aska (19° 36′ 35″ N, 84° 42′ 06″ E / 19.60972°N,84.70167°E) amb una població el 1881 de 3.909 habitants quasi tots hindús, a uns 15 km al sud de Gumsur a la carretera entre Berhampir i Rusellkonda, poc abans de la confluència dels rius Rushikulya i Mahanadi.

## Història
Anteriorment fou part del principat de Gumsur o Goomsur. En els disturbirs de Gumsur de 1835-1836 fou ocupada temporalment pels britànics.